# Den, kdy se zastavila Země (film, 2008)
Den, kdy se zastavila země (v anglickém originále The Day the Earth Stood Still) je americký sci-fi film z roku 2008. Jedná se o volnou adaptaci stejnojmenného filmu z roku 1951, který byl natočen podle povídky Harryho Batese z roku 1940 Farewell to the Master (česky Rozloučení s pánem).
Film natočil režisér Scott Derrickson podle scénáře Davida Scarpa. Hlavní postavu Klaatu ztvárnil Keanu Reeves. Klaatu je mimozemšťan, který byl na Zem vyslán s úkolem pokusit se změnit lidské chování, a to ve snaze zachránit Zemi před klimatickou hrozbou. Film řeší soudobou otázku negativního dopadu člověka na životní prostředí na rozdíl od starší verze natáčené v období studené války, která se zabývala tématem jaderné války. Ve filmu hrají Jennifer Connelly, Jaden Smith, John Cleese, Jon Hamm a Kathy Batesová.
Původně bylo vydání Dne, kdy se zastavila země naplánováno na 9. května 2008, avšak jeho premiéra v kinech IMAX byla odložena na 12. prosince 2008.  Recenze k filmu byly velmi smíšené. Rotten Tomatoes jej například označilo za snímek "s množstvím speciálních efektů bez souvislého příběhu". Ve svém úvodním týdnu se dostal na první místo v USA a celosvětově vydělal přes 233 milionů dolarů.

## Příběh
V roce 1928 osamělý horolezec zkoumající pohoří Karakoram v Indii narazí na zářící kouli. Záhy ztratí vědomí a když se probudí, koule je pryč a na jeho ruce zůstala jizva v místě, kde byl odebrán jeho vzorek DNA.
Poté se přeneseme do současnosti, kdy byl detekován rychle se pohybující objekt za oběžnou dráhou Jupiteru. Tento objekt má zasáhnout Manhattan. Pohybuje se rychlostí 30 000 kilometrů za sekundu, takže dostatečně rychle na to, aby jeho dopad zničil veškerý život na Zemi. Vláda Spojených států amerických rychle sestaví skupinu vědců, včetně Helen Bensonové a jejího přítele Michaela Graniera, aby vypracovali plán pro přežití.
Vědci se vydají do Londýna, odkud vyčkávají na srážku objektu se zemí. Objekt však těsně před nárazem zpomalí. Je odhaleno, že se jedná o velkou kosmickou loď, která přistane uvnitř Central Parku. Ihned po přistání je rychle obklopena newyorskou policií a ozbrojenými silami Spojených států amerických. Z lodi vystoupí mimozemšťan a Helen se jej snaží přivítat; kvůli chaosu je však mimozemšťan postřelen. V reakci na to se objeví obrovský humanoidní robot, který vydá hlasitý zvuk a dočasně deaktivuje vše v blízkém okolí. Zraněný mimozemšťan pak robotovi přikáže „Klaatu barada nikto“, tedy vypnout obrannou reakci robota.
Vnější podoba mimozemšťana je bioinženýrsky vytvořený oblek, tvořený z materiálu blízkého placentě – proto mimozemšťan připomíná lidskou bytost. Poté, co je kulka během operace vyjmuta, bytost rychle zestárne do bytosti Klaatu, který vypadá jako horolezec z roku 1928. Klaatu informuje Ministryni obrany, Reginu Jackson, že je zástupcem skupiny civilizací a byl vyslán na Zem pohovořit si s vůdci Země o záchraně planety. Když ho Jackson místo toho pošle k výslechu, Klaatu unikne a znovu se spojí s Helen a jejím nevlastním synem Jacobem a řekne jim, že musí dokončit svou misi a zachránit Zemi.
Přítomnost koule a dalších menších koulí, které se začínají objevovat po celém světě, způsobuje rozsáhlou paniku. Armáda zahajuje útok dronů na kouli v Central Parku, ten je však zmařen robotem. Armáda přistupuje bez zbraní a opatrně obkličuje robota, přezdívaného „GORT“ (zkratka pro Geneticky Organizovanou Robotickou Technologii). Toho pak transportuje do Mount Weather, podzemního zařízení ve Virginii.
Klaatu se setkává s dalším mimozemšťanem, panem Wu, který na Zemi žije už 70 let. Wu sdělí Klaatu vše o tom, jak je podle jeho zkušeností lidská rasa destruktivní, tvrdohlavá a neochotná se změnit. Klaatu nařídí menším koulím, aby sbíraly vzorky živočišných druhů k uchování a jejich opětovnému vypuštění na Zem. Objasňuje Helen, že má v úmyslu zachránit Zemi dříve, než ji lidstvo zničí. Když se státní voják v New Jersey pokusí vzít jej do vazby, Klaatu ho zabije a poté důstojníka okamžitě oživí a řekne Helen a Jacobovi, že to udělal, aby odstranil překážku k naplnění své mise.
V naději, že přesvědčí Klaatu, aby změnil názor na lidstvo, ho Helen vezme do domu profesora Barnhardta, nositele nobelovy ceny. Zde diskutují o tom, jak Klaatuova rasa prošla drastickou kolaborativní evolucí, aby zabránila zániku jejich planety. Barnhardt mu sdělí, že Země je stejně zoufalá a lidstvo si zaslouží šanci k pochopení toho, že se musí také změnit. Během rozhovoru volá Jacob úřady, aby přišly zatknout Klaatu.
Zatímco armáda zkoumá GORTA, robot se promění v roj okřídleného nano hmyzu, který se množí a konzumuje všechny lidské nástroje, které mu stojí v cestě. Roj brzy pohltí celé zařízení a vynoří se nad zemí, aby pokračoval v krmení.
Armáda zajme Helenu a Klaatu s Jacobem uniknou pěšky. Na cestě se Klaatu díky Jacobovi dozví více o lidské rase. Jacob následně kontaktuje Helenu a zařídí setkání u hrobu svého otce. Helena je vyslána sekretářkou s cílem změnit Klaatův názor. Jacob je u hrobu nešťastný z toho, že Klaatu nemůže vzkřísit jeho dávno mrtvého otce. Helen a Jacob se následně setkají a Klaatu je přesvědčen roj zastavit.
Granier je zaveze do Central Parku, kde roj dosáhl obrovských rozměrů. Klaatu se plahočí rojem do koule a dotýká se ho okamžik předtím, než je pohlceno jeho vlastní tělo. Koule deaktivuje roj a lidstvo je tak zachráněno. Je tomu však tak na úkor elektrické aktivity na Zemi a Klaatu lidstvo varuje, že za svůj způsob života lidstvo zaplatí. Obří koule opouští zemi.

## Obsazení
- Keanu Reeves jako Klaatu, mimozemský posel v lidské podobě. Reeves nemá rád filmové předělávky, ale byl ohromen scénářem, který považoval za reinterpretaci. Původní film ho jako dítě fascinoval a jako dospělý si ho ještě více oblíbil, když pochopil, jak jsou jeho náměty relevantní.[4] Reeves uznal, že jeho Klaatu je "opakem" originálu, neboť začíná" zlověstný a tvrdý", ale stává se" lidštějším". V původním filmu byla jeho postava "lidštější než člověk", avšak ve své závěrečné řeči odhalila svou "pravou podstatu".[5] Nového Klaatu Reeves přirovnal k pomstychtivému Bohu, který ve Starém zákoně zaplaví svět. ale je milosrdný a odpouštějící v Novém Zákoně.[6] Herec strávil mnoho týdnů revizí scénáře a snažil se, aby byl přechod Klaatu z mimozemšťana v bytost s emocemi postupný a přesvědčivý. [7] Věta "Klaatu barada nikto" byla do scénáře přidána na Reevesovo naléhání. [8] Scéna s větou byla natočena několikrát a bylo rozhodnuto spojit dvě nahrávky: jednu, kde to Reeves řekl normálně a obrácenou verzi, kde řekl vět pozadu, což vytvořilo "mimozemský" efekt.[9]
- Jennifer Connelly ztvránila Helen Benson, astrobioložku na Princetonské univerzitě, která je vládou rekrutována, aby Klaatu studovala. Connelly byla pro tuto roli Derricksonovou první volbou . [10] Herečka je fanouškem původního filmu a původní vyobrazení Heleny, ztvárněné Patricií Neal, bylo podle ní "báječné". Důvěřovala však filmařům s jejich reinterpretací příběhu a Heleny, která byla v originále sekretářkou.[8] Connelly zdůraznila, že Helen zprvopočátku setkáním s Klaatu ohromena, protože nikdy nevěřila, že se setká s mimozemšťanem poté, co si tak dlouho pohrávala s myšlenkou o mimozemském životě.[7] Connelly věnovala spoustu času porozumění vědeckému žargonu. Seth Shostak uvedla, že podle ní herečka pro svou roli udělala "opravdu všechno kromě požádání o grant v NASA."[11]
- Jaden Smith ztvárnil Jacoba Bensona, osmiletého nevlastního syna Heleny. Jacob v originále nahrazuje postavu Bobbyho (Billy Gray) a jeho vztah s Helen byl napsán jako mikrokosmos toho, jak Klaatu postupem filmu vnímá lidstvo — mimozemšťan totiž vidí jejich chladný a vzdálený vztah jako normální lidské chování a jejich usmíření ho donutí názor změnit. Smith řekl, že Jacoba bylo obtížné hrát, protože má oproti němu tato postava zcela "opačnou" povahu. Smith se s Reevesem setkal už dříve, a to při natáčení pokračování série Matrix, v němž roli ztvárnila jeho matka, Jada Pinkett-Smith.[7]
- John Cleese hrál profesora Karla Barnhardta, vítězného fyzika pro Nobelovu cenu, který se specializuje na evoluční aspekt altruismu. Helen k němu vezme Klaatu, aby si své činy dále rozmyslel. Tuto roli bylo nejobtížnější obsadit. Filmaři se nakonec rozhodli oslovit Cleese. Na otázku obsazení postavy reagovali: "Kdo jiný by přeci měl debatovat s Klaatu o lidstvu než John Cleese?"[12] Producent Stoff mohl Cleese potkat již před natáčením, kdy si všiml jeho intelektu.[7] Herec byl překvapen, že se o něj filmaři zajímají, a rozhodl se, že hrát dramatickou roli bude v jeho věku snazší než ztvárňovat komediální postavu. Cleese řekl, že se o mimozemský život nezajímá, protože často filozofuje o smyslu života a o tom, proč jsou lidé rozptylováni triviálními záležitostmi.[7] Dále uvedl, že rámec svých schopností posunul díky scéně, ve které Klaatu opravuje složitý matematický vzorec, který Barnhardt napsal na tabuli. „Problém byl v tom, že jsem musel být schopen napsat složitou rovnici, na které Barnhardt pracoval 60 let. Naučil jsem se díky tomu pečlivě kopírovat věci, které pro mě vůbec nic neznamenají. V Ryba Jménem Wanda jsem například mluvil hodně rusky, aniž bych tušil, vlastně říkám.“[7] Štáb si práci s Cleesem užil a byl smutný, když natáčení své části dokončil. [12]
- Jon Hamm jako Michael Granier, úředník NASA, který rekrutuje Helen do svého vědeckého týmu vyšetřujícího Klaatu. Granier je Klaatu fascinován, ale je rozpolcen mezi svou oficiální povinností zadržet mimozemšťana a chránit svou zemi.[7] Hamm uznal, že sci-fi byla v době natáčení původního filmu niche žánrem, a že jde pomocí tohoto žánru poukázat na aktuální problémy. Stejné pocity měl Hamm i ze samotného filmu. [12] Původně byla Hammova postava francouzského původu a jmenovala se Michel.[13] Ačkoli se herec zajímá o matematiku a přírodní vědy, považoval Hamm svůj technický dialog za obtížný a musel své scény opakovaně natáčet.[7]
- Kathy Batesová jako Regina Jacksonová, Ministryně obrany Spojených států. Batesová měla na natočení svých scén jen dva týdny.
- Kyle Chandler jako John Driscoll
- Robert Knepper jako plukovník Addelman
- James Hong jako pan Wu, mimozemšťan žijící ve Spojených státech
- Johna Rothmana jako Dr. Myron
- Brandon T. Jackson jako Cílová Technologie